# 張環 (嘉靖進士)
張環（1492年—？），字孟循，號前溪，陝西西安右護衛人，軍籍，明朝政治人物。

## 生平
長安縣學生。嘉靖四年（1525年）乙酉科陝西鄉試第五十二名舉人。嘉靖八年（1529年）中式己丑科會試第一百七十三名，登第三甲第八十五名進士。歷官户部郎中。歷官山西潞安府知府，任職未久，嘉靖十七年（1538年）調太原府知府。遷四川夔州府知府，二十三年七月升山东按察司副使。

## 家族
曾祖張興；祖父張福；父張傑，母汪氏。慈侍下。兄张鉞。